# Sideshow Bob Roberts
Sideshow Bob Roberts, llamado El actor secundario Bob vuelve a las andadas en España y El regreso de Bob Patiño en Latinoamérica, es el quinto episodio perteneciente a la sexta temporada de la serie animada Los Simpson, emitido originalmente el 9 de octubre de 1994. El episodio fue escrito por Bill Oakley y Josh Weinstein y dirigido por Mark Kirkland.

## Sinopsis
Todo comienza cuando Bob Patiño llama al programa de radio de Birch Barlow (Tino Burgos en Hispanoamérica), un talk show político. Bob le revela en directo que en la prisión era maltratado. Gracias a Barlow, todos los habitantes de Springfield simpatizan con Bob y presionan al alcalde Joe Quimby para que lo libere. Quimby, finalmente, cede a la presión de las masas. 
En la reunión de republicanos de Springfield, Bob anuncia su candidatura para alcalde de la ciudad. Seguros de desear a su archienemigo como gobernador, Bart y Lisa realizan campaña a favor de Quimby. Para convencer a los ancianos de sus votos, Quimby les promete fabricar una vía ferroviaria llamada "Matlock". Desafortunadamente, en un debate televisivo llevado a cabo por Larry King, el mal estado de salud de Quimby hace que su imagen quede dañada. Los resultados de las elecciones en Springfield son de 99% de votos para Bob y sólo 1% para Quimby, con 1% de margen de error. 
Una mañana, los Simpson despiertan cuando el alcalde Bob les anuncia que su casa obstruye la construcción de la vía ferroviaria Matlock, por lo que será destruida en 72 horas. Bart y Lisa, para no perder su casa, comienzan una investigación contra Bob, ya que sospechan que había arreglado las elecciones. Lisa analiza todos los nombres de los habitantes de Springfield y por quién habían votado, pero no le es de mucha ayuda. Sin embargo, mientras la niña se queda dormida, alguien le deja un mensaje escrito. Bart y Lisa van a un estacionamiento, en donde encuentran al informante anónimo, que resulta ser Waylon Smithers. Él les da sólo un nombre a investigar: los niños descubren que esa persona había muerto hacía siglos, como mucha otra gente que había "votado" por Bob. Incluso las mascotas muertas estaban en la lista de votantes. 
Cuando todo sale a la luz, en el juicio, Bart y Lisa se las arreglan para hacer confesar a Bob su crimen. Después de esto, el maleante es llevado a una cárcel de seguridad mínima, los Simpson recuperan su casa, Quimby vuelve a ser alcalde y Bart, que por orden de Bob había sido enviado al jardín de infantes, vuelve a cuarto grado.

## Producción
Aunque el episodio se burla principalmente del Partido Republicano de Estados Unidos, los guionistas incluyeron varias bromas a costa del Partido Demócrata, de las políticas liberales y conservadoras, para tratar de ser lo más neutrales que fuera posible. Los guionistas Bill Oakley y Josh Weinstein estaban muy interesados en el escándalo de Watergate y basaron gran parte del segundo acto en el mismo. Mark Kirkland dirigió el episodio.
Kelsey Grammer fue la estrella invitada del episodio como Sideshow Bob, regresando por cuarta vez. En una escena se muestran fragmentos de los episodios previos en los que había aparecido Bob para recordarles a los espectadores todo lo que había hecho. El musical de Bob del episodio Cape Feare también vuelve a utilizarse. El productor ejecutivo David Mirkin dijo que era muy divertido dirigir a Grammer. El Dr. Demento también participó en el episodio, al igual que Larry King por segunda vez. Uno de los prisioneros que aparece en la publicidad de la campaña de Bob es Richard Sakai. La broma de "Les Wynan" fue ideada por Mike Reiss. El episodio es uno de los pocos que no tiene gag de la pizarra ni del sofá, ya que la imagen pasa directamente de las nubes a la televisión.